# Agdistis frankeniae
Espèce
Agdistis frankeniae est une espèce de lépidoptères de la famille des Pterophoridae.

## Description
L'envergure de l'imago est de 29 mm.

## Répartition
L'espèce est présente des îles Canaries jusqu'au sud de la France, en passant par et l'Afrique du Nord, le long de la Méditerranée, jusqu'au nord de l'Asie, la Sibérie et l'Asie centrale.

## Plantes hôtes
La chenille consomme les plantes des espèces Frankenia boissieri, Frankenia ericifolia, Frankenia laevis, Frankenia pulverulenta, Limonium minutum (en) et Limonium oleifolium.

## Systématique
Le nom valide complet (avec auteur) de ce taxon est Agdistis frankeniae (Zeller, 1847).
L'espèce a été initialement classée dans le genre Adactyla sous le protonyme Adactyla frankeniae Zeller, 1847,.
Agdistis frankeniae a pour synonymes :
- Adactyla frankeniae Zeller, 1847
- Agdistis bahrlutia Amsel, 1955
- Agdistis kulunda Ustjuzhanin, 1991
- Agdistis lerinsis Millière, 1875
- Agdistis paralia rupestris Bigot, 1974
- Agdistis rjabovi Zagulajev & Filippova, 1976
- Agdistis rupestris Bigot, 1974
- Agdistis tondeuri Bigot, 1963

## Étymologie
Son épithète spécifique, frankeniae, lui a été donné en référence à Frankenia pulverulenta, plante sur laquelle elle a été découverte.

## Publication originale
- (de) P. C. Zeller, « Bemerkungen über bie auf einer Reise nach Italien und Sicilien beobachteten Schmetterlingsarten », Isis, Iéna, vol. 1847, no 12,‎ 1847, p. 881-914 (ISSN 2568-0013, lire en ligne).